# Kabinett Schmitt III
Das Kabinett Schmitt III bildete vom 18. September 1931 bis 10. März 1933 die Landesregierung von Baden.
In seiner 60. Sitzung vom 18. September 1931 wählte der Landtag nach dem Rücktritt von Adam Remmele neue Minister für die Ressorts Justiz (Josef Schmitt), sowie Kultus und Unterricht (Baumgartner). Schmitt wurde zudem als Nachfolger des am 10. September verstorbenen Wittmann als Staatspräsident gewählt, während kein neuer Stellvertreter gewählt wurde.
Im Streit um das Badische Konkordat verließ Ende November 1932 die SPD die Koalition.
In seiner 7. Sitzung vom 10. Januar 1933 wählte der Landtag nach dem Tod von Emil Maier, Erwin Umhauer als neuen Innenminister. Schmitt wurde als Staatspräsident wieder gewählt und Mattes als dessen Stellvertreter.
| Amt                    | Name | Partei      |
| ---------------------- | --- | ----------- |
| Staatspräsident Justiz | Josef Schmitt                                                                                                   | Z           |
| Inneres                | Emil Maier † 14. August 1932 Leopold Rückert geschäftsf. bis 30. November 1932 Erwin Umhauer ab 10. Januar 1933 | SPD SPD DVP |
| Kultus und Unterricht  | Eugen Baumgartner                                                                                               | Z           |
| Finanzen               | Wilhelm Mattes                                                                                                  | DVP         |
| Staatsräte             | Leopold Rückert bis 30. November 1932 Fridolin Heurich                                                          | SPD Z       |